# Paraplonobia candicans
Paraplonobia candicans är en spindeldjursart som beskrevs av Meyer 1974. Paraplonobia candicans ingår i släktet Paraplonobia och familjen Tetranychidae. Inga underarter finns listade i Catalogue of Life.